# نخل بی‌کس
نخل بی‌کَس (نام علمی: Hyophorbe amaricaulis) نام یک گونه از خانواده نخل است.